# Adam Lewis
Adam Lewis (Walsall, 21 augustus 1995) is een Brits wegwielrenner. Lewis komt vanaf 2019 uit voor de Nederlandse wielerploeg BEAT Cycling Club, het jaar daarvoor reed hij voor de Belgische wielerploeg T.Palm-Pôle Continental Wallon. 

## Ploegen
- 2018 –  T.Palm-Pôle Continental Wallon
- 2019 –  BEAT Cycling Club
- 2020 –  BEAT Cycling Club